# 諏訪部章夫
諏訪部章夫（すわべ あきお、1952年 - ）は、NHKエンタープライズ所属の日本のドラマ番組プロデューサー。エグゼクティブプロデューサー。制作統括。元日本放送協会職員。

## 作品
- 君の名は（1991年、演出）
- ひらり（1992年、演出）
- 走らんか!（1995年、演出）

| スタブアイコン | サブスタブ | この項目は、まだ閲覧者の調べものの参照としては役立たない、人物に関連した書きかけの項目です。この項目を加筆・訂正などしてくださる協力者を求めています（P:人物伝/PJ:人物伝）。 |